# Серкланд
Серкланд (др.-сканд. Serkland) — в скандинавских сагах обозначение земель Арабского халифата. В Саге об Инглингах Серкланд описывается как обширная страна на краю Земли. Несмотря на кажущееся сходство, название не связано со средневековым обозначением сарацинов, а, скорее всего, происходит от serkr ("сорочка"), и относится к одежде, которую носили люди этих земель. О походах в Серкланд повествует сага об Ингваре-мореходе: он ходил во главе большого отряда на Восток, где и умер.
Название упомянуто на семи рунических камнях G 216, Sö 131, Sö 179, Sö 279, Sö 281, U 439 (предположительно) и U 785.